# Martti Vainio
Martti Vainio, född 30 december 1950, är en finländsk före detta friidrottare som tävlade i långdistanslöpning. 

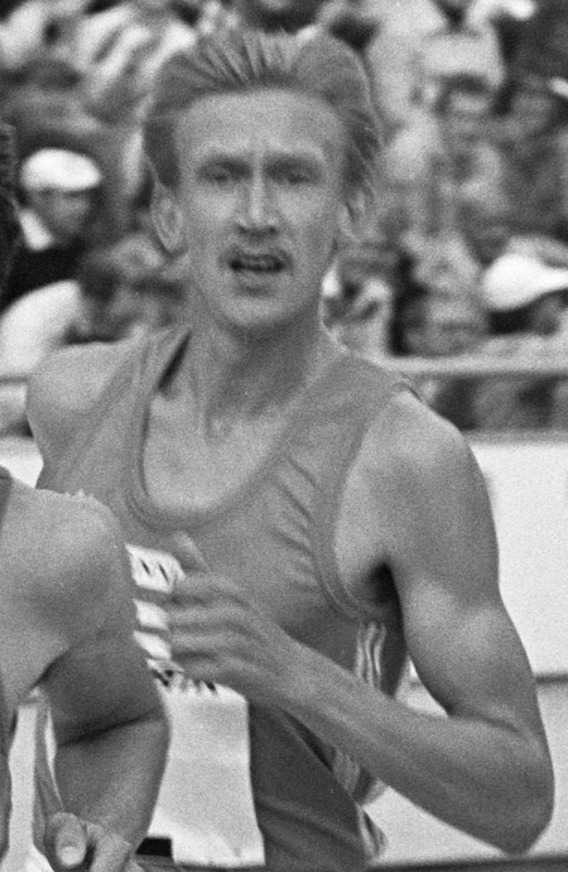

Han blev europamästare 1978 på 10 000 meter och 1982 tog han EM-brons på samma distans. I VM i friidrott 1983 i Helsingfors kom Vainio trea på 5 000 meter och fyra på 10 000 meter. Vid olympiska sommarspelen 1984 i Los Angeles kom Vainio in som tvåa i mål i 10 000 meters-loppet, men fråntogs silvermedaljen efter att dopingprovet visat på för höga halter av otillåtna substanser.
Vainios segertid på 10 000 meter från Prag 1978 27.30,99 gäller fortfarande 2008 som finländskt och nordiskt rekord samt mästerskapsrekord för EM.